# Ruth Rosberg
Ruth Viola Rosberg, född 13 februari 1912 i Limhamn, Malmö, död 2 juni 1982 i Limhamn, var en svensk sjuksköterska, skulptör och keramiker.
Rosberg studerade vid Tekniska yrkesskolan i Malmö och Paris. Hon medverkade i Skånes konstförenings utställningar i Malmö. Hennes konst består av studiehuvuden och friskulpturer. Rosberg är begravd på Limhamns kyrkogård.